# ولیکا لیگوینا
ولیکا لیگجنا (به لاتین: Velika Ligojna) یک زیستگاه انسانی در اسلوونی است که در Vrhnika Municipality واقع شده‌است.

## خصوصیات
ولیکا لیگجنا ۲٫۸۹ کیلومترمربع مساحت و ۳۲۳ نفر جمعیت دارد و ۳۱۹٫۴ متر بالاتر از سطح دریا واقع شده‌است.